# Коул, Гораций де Вир
Уильям Гораций де Вир Коул (англ. William Horace de Vere Cole; 1881—1936) — британский аристократ и поэт, любитель розыгрышей. Его самым знаменитым трюком была шутка на флагманском корабле Dreadnought Военно-морского флота Великобритании, где он устроил посещение корабля якобы делегацией абиссинской королевской семьи, роли членов которой на самом деле исполняли он и его друзья.

## Биография
Родился 5 мая 1881 года в Баллинколлиге (графство Корк, Ирландия).
Уже будучи студентом Кембриджского университета, Коул со своими друзьями, среди которых была будущая писательница Вирджиния Стивен и её брат Эдриан Стивен, принимали участие в различных шуточных розыгрышах. Однажды он переоделся в султана Занзибара, который находился в то время в Лондоне с официальным визитом, и «посетил» свой университет. Также занимательной историей является проделка, учинённая им в свой медовый месяц в Италии в 1919 году. Коул перевёз на лодке и разбросал на венецианской площади Сан-Марко лошадиный навоз — в городе на воде, где лошадей практически не было.
Одной из лучших и остроумных его шуток стала продажа билетов в театр. Раздав строго определённые места восьми лысым мужчинам, на головах которых было нарисовано по одной букве, он выложил в зале слово «Bollocks» (яички), которое было хорошо видно зрителям с балкона.
Про Коула ходили легенды, и в основном его розыгрыши касались представителей власти и политиков, как наиболее известных людей в Англии. Иногда его выходки стоили ему небольших штрафов. Интересно, что Коула часто путали с британским премьер-министром Рамсеем Макдональдом, которого он иногда пародировал, а его собственная сестра Энни была замужем за Невиллом Чемберленом, лидером Консервативной партии.
Будучи наследником большого состояния, разорился на земельных сделках и умер в нищете во Франции, 25 февраля 1936 года.